# Liste von Kunstwerken im öffentlichen Raum in Schwelm
Die Liste von Kunstwerken im öffentlichen Raum in Schwelm gibt einen Überblick über Kunst im öffentlichen Raum, unter anderem Skulpturen, Plastiken, Landmarken und andere Kunstwerke in Schwelm, Ennepe-Ruhr-Kreis. Es besteht kein Anspruch auf Vollständigkeit.

## Kunstwerke in Schwelm
| Bezeichnung                   | Standort                          | Koordinate                      | errichtet | Künstler           | Anmerkungen                                                                                    | Bild |
| ----------------------------- | --------------------------------- | ------------------------------- | --------- | ------------------ | ---------------------------------------------------------------------------------------------- | ---- |
| Wogende Ähren (Panzersperren) | Vor dem Kreishaus, Hauptstraße 92 | 51° 17′ 6,7″ N, 7° 17′ 52,8″ O  | 1969–1972 | Otto Herbert Hajek | Platzgestaltung, Beton, Farbe, wurde 2015 renoviert                                            |      |
| Käpp vam Müöllenkoatten       | Möllenkotter Straße 2             | 51° 17′ 19,6″ N, 7° 18′ 6,5″ O  | 1978      |                    | Büste des Heimatdichters Wilhelm Heute (Wilhelm van Dage, 1883–1935).                          |      |
| Gänsejunge                    | Möllenkotter Straße 5             | 51° 17′ 17,5″ N, 7° 18′ 8,4″ O  |           |                    |                                                                                                |      |
| Müller-Denkmal                | Haus Martfeld                     | 51° 17′ 28,5″ N, 7° 18′ 28,4″ O |           |                    | Denkmal für den Prediger und Naturforscher Friedrich Christoph Müller (1751–1808)              |      |
| Mädchen auf der Schildkröte   | ehm. im Bahnhofspark              |                                 |           |                    | Die Skulptur wurde 2012 aus Angst vor Metalldieben von ihren ursprünglichen Standort entfernt. |      |